# Bangladeschische Cricket-Nationalmannschaft in Sri Lanka in der Saison 2016/17
Die Tour der bangladeschischen Cricket-Nationalmannschaft nach Sri Lanka in der Saison 2016/17 fand vom 7. März bis zum 6. April 2017 statt. Die internationale Cricket-Tour war Bestandteil der Internationalen Cricket-Saison 2016/17 und umfasste zwei Tests, drei ODIs und zwei Twenty20s. Alle Serien endeten jeweils 1–1 unentschieden.

## Vorgeschichte
Sri Lanka bestritt zuvor eine Tour in Australien, Bangladesch einen Test in Indien. Das letzte Aufeinandertreffen der beiden Mannschaften bei einer Tour fand in der Saison 2013/14 in Bangladesch statt.

## Stadien
Die folgenden Stadien wurden für die Tour als Austragungsort vorgesehen und am 27. Mai 2016 bekanntgegeben.
| Stadion                                 | Stadt    | Kapazität | Spiele      |
| --------------------------------------- | -------- | --------- | ----------- |
| Paikiasothy Saravanamuttu Stadium (PSS) | Colombo  | 15.000    | 2. Test     |
| R. Premadasa Stadium (RPS)              | Colombo  | 35.000    | 1. + 2. T20 |
| Sinhalese Sports Club Ground (SSC)      | Colombo  | 10.000    | 3. ODI      |
| Rangiri Dambulla International Stadium  | Dambulla | 16.800    | 1. & 2. ODI |
| Galle International Stadium             | Galle    | 35.000    | 1. Test     |

## Kaderlisten
Bangladesch benannte seinen Test-Kader am 21. Februar, seinen ODI-Kader am 13. März und seinen Twenty20-Kader am 1. April 2017.
Sri Lanka benannte seinen Test-Kader am 27. Februar, seinen ODI-Kader am 17. März und seinen Twenty20-Kader am 2. April 2017.
| Test | Test | ODI | ODI | Twenty20 | Twenty20 |
| Sri Lanka | Bangladesch | Sri Lanka | Bangladesch | Sri Lanka | Bangladesch |
| --- | --- | --- | --- | --- | --- |
| - Rangana Herath (K) - Dinesh Chandimal (wk) - Dhananjaya de Silva - Niroshan Dickwella - Asela Gunaratne - Dimuth Karunaratne - Lahiru Kumara - Suranga Lakmal - Kusal Mendis - Dilruwan Perera - Nuwan Pradeep - Malinda Pushpakumara - Lakshan Sandakan - Vikum Sanjaya - Upul Tharanga | - Mushfiqur Rahim (K & wk) - Kamrul Islam Rabbi - Litton Das (wk) - Mahmudullah - Mehedi Hasan - Mominul Haque - Mosaddek Hossain - Mustafizur Rahman - Rubel Hossain - Sabbir Rahman - Shakib Al Hasan - Soumya Sarkar - Subashis Roy - Taijul Islam - Tamim Iqbal - Taskin Ahmed | - Upul Tharanga (K) - Dinesh Chandimal - Dhananjaya de Silva - Niroshan Dickwella (wk) - Asela Gunaratne - Danushka Gunathilaka - Nuwan Kulasekara - Lahiru Kumara - Suranga Lakmal - Kusal Mendis - Sachith Pathirana - Dilruwan Perera - Kusal Perera - Thisara Perera - Nuwan Pradeep - Seekkuge Prasanna - Lakshan Sandakan - Vikum Sanjaya | - Mashrafe Mortaza (K) - Imrul Kayes - Mahmudullah - Mehedi Hasan - Mosaddek Hossain - Mustafizur Rahman - Mushfiqur Rahim - Nurul Hasan (wk) - Rubel Hossain - Sabbir Rahman - Shakib Al Hasan - Shuvagata Hom - Soumya Sarkar - Subashis Roy - Sunzamul Islam - Tamim Iqbal - Taskin Ahmed | - Upul Tharanga (K) - Asela Gunaratne - Danushka Gunathilaka - Chamara Kapugedara - Shehan Jayasuriya - Nuwan Kulasekara - Lasith Malinga - Dilshan Munaweera - Kusal Perera (wk) - Thisara Perera - Seekkuge Prasanna - Lakshan Sandakan - Vikum Sanjaya - Dasun Shanaka - Milinda Siriwardana - Isuru Udana - Sandun Weerakkody | - Mashrafe Mortaza (K) - Imrul Kayes - Mahmudullah - Mehedi Hasan - Mohammad Saifuddin - Mosaddek Hossain - Mushfiqur Rahim (wk) - Mustafizur Rahman - Nurul Hasan - Sabbir Rahman - Subashis Roy - Shakib Al Hasan - Soumya Sarkar - Sunzamul Islam - Tamim Iqbal - Taskin Ahmed |

## Tour Matches
| 2. – 3. März Scorecard | Moratuwa | Bangladesch 391-7d (90) | – | Sri Lanka Cricket President’s XI 403-7 (90) |
|                        |          | Remis                   |   |                                             |

| 22. März Scorecard | Colombo (CCC) | Sri Lanka Cricket President’s XI 354-7 (50)         | – | Bangladesch 352-8 (50) |
|                    |               | Sri Lanka Cricket President’s XI gewinnt mit 2 Runs |   |                        |

## Tests

### Erster Test in Galle
| 7. – 11. März Scorecard | Galle | Sri Lanka 494 (129.1) & 274-6d (69) | – | Bangladesch 321 (97.2) & 197 (60.2) |
|                         |       | Sri Lanka gewinnt mit 259 Runs      |   |                                     |

### Zweiter Test in Colombo
| 15. – 19. März Scorecard | Colombo (PSS) | Sri Lanka 338 (113.3) & 319 (113.2) | – | Bangladesch 467 (134.1) & 191-6 (57.5) |
|                          |               | Bangladesch gewinnt mit 4 Wickets   |   |                                        |

## One-Day Internationals

### Erstes ODI in Dambulla
| 25. März Scorecard | Dambulla | Bangladesch 324-5 (50)          | – | Sri Lanka 234 (45.1) |
|                    |          | Bangladesch gewinnt mit 90 Runs |   |                      |

### Zweites ODI in Dambulla
| 28. März Scorecard | Dambulla | Sri Lanka 311 (49.5) | – | Bangladesch |
|                    |          | No Result            |   |             |

### Drittes ODI in Colombo
| 1. April Scorecard | Colombo (SSC) | Sri Lanka 280-9 (50)          | – | Bangladesch 210 (44.3) |
|                    |               | Sri Lanka gewinnt mit 70 Runs |   |                        |

## Twenty20 Internationals

### Erstes Twenty20 International in Colombo
| 4. April Scorecard | Colombo (RPS) | Bangladesch 155-6 (20)          | – | Sri Lanka 158-4 (18.5) |
|                    |               | Sri Lanka gewinnt mit 6 Wickets |   |                        |

### Zweites Twenty20 International in Colombo
| 6. April Scorecard | Colombo (RPS) | Bangladesch 176-9 (20)          | – | Sri Lanka 131 (18) |
|                    |               | Bangladesch gewinnt mit 45 Runs |   |                    |